# NGC 7626
NGC 7626 (другие обозначения — PGC 71140, UGC 12531, MCG 1-59-57, ZWG 406.76) — эллиптическая галактика (E) в созвездии Пегас.
Этот объект входит в число перечисленных в оригинальной редакции «Нового общего каталога».